# Eparchia galicka
Eparchia galicka – jedna z eparchii Rosyjskiego Kościoła Prawosławnego, z siedzibą w Galiczu. Wchodzi w skład metropolii kostromskiej.
Utworzona postanowieniem Świętego Synodu 27 grudnia 2016, poprzez wydzielenie z eparchii kostromskiej.
Pierwszym ordynariuszem eparchii został biskup galicki i makariewski Aleksy (Jelisiejew).